# Schizodon dissimilis
Schizodon dissimilis är en fiskart som först beskrevs av Garman, 1890.  Schizodon dissimilis ingår i släktet Schizodon och familjen Anostomidae. Inga underarter finns listade i Catalogue of Life.